# محمد شفيق البيطار
محمد شفيق البَيْطار (1384- 1446 هـ / 1965- 2024 م) باحث ومحقِّق في الأدب القديم سوري، وأديب شاعر، وأستاذ جامعي، وعضو مجمع اللغة العربية بدمشق. أستاذ الأدب الجاهلي في قسم اللغة العربية بجامعة دمشق منذ عام 1995، إلى جانب العَروض وموسيقا الشعر العربي. وشارك في إعداد أعمال تلفازية مدبلجة ومراجعتها لغويًّا وتربويًّا، وكتب عشَرات الأناشيد والشارات لبرامج الأطفال.

## ولادته وتحصيله
ولد محمد شفيق بن خالد بن محمد علي بن عبد القادر البَيْطار في بلدة رأس المعرة في يَبْرود، يوم الأحد أول رمضان 1384هـ الموافق 3 يناير (كانون الثاني) 1965م، لعائلة دمشقية من مَحلَّة الشمَّاعين في حيِّ الشاغور.
تلقى تعليمه الابتدائي والإعدادي والثانوي في مدينة دمشق، ثم التحقَ بقسم اللغة العربية في كلية الآداب بجامعة دمشق، وحصل على الإجازة في اللغة العربية وآدابها (بكالوريوس) عام 1987 بمرتبة جيد جدًّا وكان الأوَّل على دُفعته. ثم على شهادة دبلوم الدراسات العليا، دراسات أدبية عام 1988 بمرتبة جيد.
وتابع دراسته العليا في الكلية نفسها، فحصل على شهادة (ماجستير) في الآداب عام  1992 بمرتبة امتياز، وموضوع رسالته (شعر حُمَيد بن ثَوْر الهِلالي جمعًا ودراسة)، بإشراف الدكتور عبد الحفيظ السطلي. ثم نال شهادة (دكتوراه) في الأدب الجاهلي عام 1995 بمرتبة الشرف، وموضوع أطروحته (شعر قبيلة كَلْب بن وَبْرة جمعًا ودراسة) بإشراف أستاذه السطلي أيضًا.

## أساتذته
انتفع بعدد من كبار الأساتذة بجامعة دمشق وخارجها، من أشهرهم:
- الدكتور عبد الحفيظ السطلي (درَّسه في السنة الأولى وأشرف عليه في الماجستير والدكتوراه).
- الأستاذ عاصم بهجت البَيطار (درَّسه في السنة الأولى).
- الأستاذ محمد علي حمد الله.
- الدكتور رضوان الداية (درَّسه العَروض وأتاح له الاطلاع على المكتبة العربية والتدرُّب على التحقيق).
- الدكتور مازن المبارك (درَّسه في السنة الثالثة).
- الدكتور وَهب رومية (درَّسه في سنة الدبلوم).
- الدكتور عبد الكريم الأشتر.
- الدكتورة عزيزة مُرَيدِن.
- الدكتورة ليلى الصباغ من قسم التاريخ (درَّسته في السنة الرابعة).
- الدكتور حسام الخطيب.
- الدكتور عبد النبي اصطيف.

## عمله ووظائفه
عُيِّن معيدًا في قسم اللغة العربية وآدابها في جامعة دمشق عام 1988، ثم بدأ عمله الوظيفي في تدريس مادَّة الأدب الجاهلي في قسم اللغة العربية بجامعة دمشق منذ عام 1995، وتدريس مادَّة المكتبة العربية بين عامي 1998 و2000، وتدريس الأدب الأموي بين عامي 1999 و2002، وتدريس العَروض وموسيقا الشعر العربي بين عامي 1999 و2018. ودرَّس مقرَّر دراسات في العَروض وموسيقا الشعر في السنة التحضيرية لماجستير الدراسات الأدبية، وماجستير النقد والبلاغة، بجامعة دمشق. ورُقِّي في الرتب الجامعية إلى مرتبة أستاذ مساعد عام 2001، ثم بلغ مرتبة أستاذ (بروفيسور) عام 2007.
عقد دورات مجَّانية لتدريس العَروض والتذوُّق الشعري في قسم اللغة العربية بجامعة دمشق، خارج الدوام الرسمي. وشارك في دورات جائزة عبد العزيز سعود البابطين في العَروض والتذوُّق الشعري التي أُقيمَت في جامعة دمشق بين عامي 2003 و2007.
أُعير إلى كليتي المعلِّمين في مكة وجدة، فدرَّس فيهما الأدب الجاهلي، والعَروض، وقاعة البحث، والقراءة التحليلية لكتب القراءة، والمهارات اللغوية. ودرَّس الأدب الجاهلي في جامعة بلاد الشام بدمشق، من عام 2002 إلى عام 2019.
أشرف على أكثر من عشرين رسالة جامعية ما بين ماجستير ودكتوراه، وشارك في مناقشة رسائلَ أُخرى.
وعمل في مجال الإعلام الموجَّه إلى الطفل، بمراقبة البرامج والإشراف اللغوي على برامج الأطفال بقناة (سبيس تون)، وكتب لبرامجها عشرات الأناشيد والشارات. وهو خطَّاط مُتقن لفنِّ الخط العربي.
أشرف على عدد من مؤتمرات المجلس الأعلى لرعاية الفنون والآداب والعلوم الاجتماعية في عامي 2005 و2006، وشارك في كثير من المؤتمرات والندَوات، ببحوث أو إلقاء شعر، في بعض المدن السورية والدول العربية. منها: مِهرجان الشعر العربي، في مدينة حماة، عام 2018. ومؤتمر مجمع اللغة العربية بالقاهرة، شارك في مناقشة معجم لغة الشعر، عام 2023.

## مناصبه ونشاطاته
- أمين المجلس الأعلى لرعاية الفنون والآداب والعلوم الإنسانية في سورية، بين عامي 2005 و2006.
- عضو عامل في مجمع اللغة العربية بدمشق منذ 28 أبريل (نيسان) 2022.
- رئيس تحرير مجلة جامعة دمشق للآداب والعلوم الإنسانية ثلاث سنوات ونصف، أوَّل مرَّة.
- رئيس قسم اللغة العربية مدَّة سنتين، مع رئاسة تحرير المجلة مرَّة ثانية.
- رئيس تحرير مجلة جامعة دمشق للآداب والعلوم الإنسانية، مرَّةً ثانية حتى 2021.
- عضو هيئة تحرير مجلة المخطوط العربي، وزارة الثقافة، دمشق.
- عضو هيئة تحرير مجلة التُّراث العربي، اتحاد الكتاب العرب بدمشق.
- عضو قراءة كتب التراث العربي في الهيئة العامَّة السورية للكتاب من عام 2018 حتى 2020.
- عضو تحكيم مسابقة حفظ الشعر العربي في الهيئة العامَّة السورية للكتاب للدورات 2018 و2019 و2020 و2021.

## في مجمع الخالدين
انتُخب محمد شفيق البَيطار عضوًا عاملًا في مجمع اللغة العربية بدمشق، بقرار مجلس المجمع في جلسته الثالثة المنعقدة يوم الأربعاء 13 شعبان 1443هـ الموافق 16 مارس (آذار) 2022م، ليشغل الكرسيَّ الذي شَغَر برحيل الأستاذ الدكتور إحسان النص نائب رئيس المجمع، وصدر المرسوم الجمهوري بتعيينه بتاريخ 28 أبريل (نَيْسان) 2022.
وأقام المجمع له حفلةَ استقبال علنية في يوم الأربعاء 22 من يونيو (حَزِيران) 2022، في قاعة المحاضرات بالمجمع، حضرها نخبةٌ من أهل العلم والأدب، وأُلقيَ فيها الكلماتُ الآتية:
- كلمة الدكتور محمود السيد رئيس المجمع.
- كلمة أستاذه الدكتور وَهْب رومية.
- كلمة الدكتور محمد شفيق البيطار، تحدَّث فيها عن سلفه الدكتور إحسان النص.

## مؤلفاته وآثاره

### في التحقيق

1. ديوان أبي بكر الصدِّيق، عن نسخة خطية في المكتبة الظاهرية، دار الشراع بدمشق، 1992.
2. ديوان زهير بن جَناب الكَلْبي، دار صادر ببيروت، 2000.
3. ديوان بني كلب بن وَبْرة في الجاهلية والإسلام، (دراسة وتحقيق) في 3 مجلدات،[6] دار صادر ببيروت، 2001.
4. ديوان حُمَيد بن ثَوْر الهِلالي،[7] (دراسة وتحقيق)، المجلس الوطني للثقافة والفنون والآداب بالكويت 2002، ثم في الهيئة العامَّة للكتاب بأبو ظبي، 1431هـ/ 2010م.
5. ديوان الإمام الجليل خليفة رسول الله أبي بكر الصدِّيق وجمهرة خُطبه ووصاياه ورسائله: نشرة إلكترونية على موقع مجمع العربية السعيدة، 2021.
6. اختيارات ابن مُسافِر من شروح أشعار العرب، لعمر بن الحسن بن عَدِيّ ابن مُسافِر الشاميِّ الأُمويِّ (القرن السابع الهجري)، بالاشتراك مع الدكتور مُقْبِل التّامِّ الأحمَديِّ، مركز أبو ظبي للغة العربية، البصائر للبحوث والدراسات، 2024.[8]

### في التأليف
1. المكتبة العربية، (بالاشتراك)، كتاب جامعي، جامعة دمشق، 1998.
2. العَروض وموسيقى الشعر، (بالاشتراك)، كتاب جامعي، جامعة دمشق، 2006.
3. بحوث ندوة خير الدين الزِّرِكْلي، (بالاشتراك)، وزارة الثقافة بدمشق، 2017.
4. بحوث ندوة ماري عَجْمي، (بالاشتراك)، وزارة الثقافة بدمشق، 2018.
5. نقوش حِسْمَى: قراءة نقوش مِن حِسْمَى، (بالاشتراك)، منشورات المجلة العربية (272)، الرياض، 1439هـ/ 2018م.
6. جداول بحور الشعر العربي، وزارة الثقافة بدمشق 2018، ثم في دار البشائر بدمشق 2019.
7. مخالفة القياس في العربية: شعر الأعشى مثالًا، وزارة الثقافة بدمشق، 2019.
8. مخالفة القياس العَروضي: شعر الأعشى مثالًا، وزارة الثقافة بدمشق، 2019.
9. بحوث ندوة الدكتور عمر النص، (بالاشتراك)، وزارة الثقافة بدمشق، 2019.
10. بحوث ندوة الدكتور شاكر مصطفى، (بالاشتراك)، وزارة الثقافة بدمشق، 2020.
11. المُختار مِن عيون الأخبار لابن قتيبة، وزارة الثقافة بدمشق، 2020.
12. العصافير تُغنِّي كلَّ يوم: ديوان شعر للأطفال، دار نور الصَّباح بدمشق، 2022.
13. حامِلُو الهوى: اختيارات من الغزل في الشعر العربي القديم، (بالاشتراك)، دار المحيط بالإمارات العربية المتحدة، 2024.
14. محاضرات في الأدب الجاهلي، كتاب جامعي، جامعة دمشق.
15. أطلال رُوح (ديوان شعري)، منضَّد ولم يطبع.[4]

### في الإبداع
1. لبن الناقة، مسرحية من وحي التراث، مجلة جيش الشعب بدمشق .
2. بين أحضان الشَّرَر، قصيدة، مجلة الفيصل السعودية.
3. مشرَّد بلا خطيئة، سيناريو (بالاشتراك) لفِلم رسوم متحرِّكة، عن رواية للدكتور محمد عبده يماني.
4. غناء عاشقٍ على طريق الحبِّ (من رُباعيَّات بابا طاهر عُرْيان)، صياغة شعرية لرُباعيَّات فارسية، لم تطبع.
5. ما يزيد على خمسين نصًّا شعريًّا لبرنامج الأطفال مدينة المعلومات (مسلسل)، مؤسسة الإنتاج البرامجي المشترك لدول مجلس التعاون لدول الخليج العربي.
6. ما يزيد على خمسين نصًّا شعريًّا لبرنامج الأطفال (بيتنا العربي)، مؤسسة الإنتاج البرامجي المشترك لدول مجلس التعاون لدول الخليج العربي.
7. الكثير من الأناشيد والشارات لمسلسلات وأفلام الرسوم المتحركة، بقناة سبيستون.
8. نشيد الجامعة السورية الدولية الخاصة للعلوم والتكنولوجيا.

### كتب راجعها
- الأعمال الشعرية الكاملة مع التقديم لكلٍّ مِن: خليل مَرْدَم بِك، وعمر النصّ، ومحمد الفُراتي، وزارة الثقافة بدمشق.
- ديوان (الفَجْر الأوَّل) لخليل شَيبوب، وزارة الثقافة بدمشق.
- نتائج الفِطْنة في نظم كليلة ودِمْنة، لابن الهبَّارية، وزارة الثقافة بدمشق.
- طَوْق الحمامة، لابن حَزم، وزارة الثقافة بدمشق.
- الحماسة الشَّجَرية، لابن الشَّجَري، وزارة الثّقافة بدمشق.
- ديوان عُروة بن الورد، وزارة الثّقافة.
- جمهرة مقالات خليل مَرْدَم بِك رئيس مجمع اللغة العربية السابق، مجمع اللغة العربية بدمشق.[4]

### بحوثه المحكَّمة
1. ما هكذا تورد يا سعدُ الإبل، مجلة عالم الكتب، السعودية، المجلَّد 19، العدد 3، عام 1418هـ/ 1998. ونشرته مختصرًا مجلة معهد المخطوطات العربية، القاهرة، المجلَّد 42، الجزء 2، عام 1998، بعنوان (عودة إلى شعر زُهَير بن جَنَاب).
2. امرؤ القيس بن حُمام، الشاعر الذي بكى الديار قبل امرئ القيس بن حُجْر، مجلة جامعة البعث، حِمص، المجلد 24، العدد1، عام 2002.
3. (أحاديث الشعر) لعبد الغني المقدسي، مجلة مجمع اللغة العربية بدمشق، المجلَّد 79، الجزء 4، عام 1425هـ/ 2004م.
4. الشعر في بلاد الشام قبل الإسلام، بحث ضمن كتاب (الحركة الأدبية في بلاد الشام)، الأمانة العامَّة لمنشورات دمشق عاصمة للثقافة العربية، عام 2008.
5. صورة الطبيعة في شعر الشَّابِّي: مجلة جامعة دمشق للآداب والعلوم الإنسانية، المجلَّد 41، العدد 3، عام 2008.
6. جداول بحور الشعر العربي، مجلة التراث العربي، اتحاد الكتَّاب العرب بدمشق، العدد المزدوج 141-142، عام 2016. ثم صدر في كتاب.
7. سرقة الأطاريح والرسائل الجامعية: شعر ثَقِيف مثالًا: مجلة التراث العربي، اتحاد الكتَّاب العرب بدمشق، العدد المزدوج 146-147، عام 2017.
8. مُنتقَيات من نُقوشِ النُّبَلاء وأبنائهم ومَواليهم، مجلة المخطوط العربي، وزارة الثقافة بدمشق، العدد 1، 2021.
9. اختياراتُ ابنِ مُسافِرٍ من شروح أشعار العرب، مجلة المخطوط العربي، وزار الثقافة بدمشق، العدد 2، 2021.[4]
10. كتابة موادَّ معتمَدة في الموسوعة العربية، وهي: حُمَيد بن ثور الهلالي، قبيلة خَثْعَم، الخطابة عند العرب، قبيلة قُضاعة، قبيلة كَلْب بن وَبْرة، طَسْم وجَدِيس، طَرَفة بن العَبْد، الفَضْل بن العبَّاس اللَّهَبي، الفِنْد الزِّمَّاني، العرب، المفضَّل الضَّبِّي، مَناة، مالك بن أسماء الفَزَارِي، المُعلَّقات، مَعَدُّ بن عدنان، عِلم النسَب، اليرموك.

### مقالاته
1. قراءة في ديوان قصائد للشام، مجلة الثقافة بدمشق.
2. التحقيق في سرقة ديوان الصدِّيق، صحيفة تشرين بدمشق.
3. برهان بخاري ظالمًا، صحيفة تشرين بدمشق.
4. الموسيقى في شعر حُمَيد بن ثور الهِلالي، مجلة جيش الشعب بدمشق.
5. وَحدة القصيدة الجاهلية (في حديث الأربعاء)، مجلة الغد الجديد بدمشق.
6. عُرْوَة بن أُذَيْنة (قراءة في حياته وشعره)، مجلة الجندي العربي بدمشق.
7. ردٌّ على نقد، مجلة المنهل، السعودية.

### رسائل جامعية أشرف عليها
1. الرسائل الشعرية في العصر الجاهلي: ماجستير، طُبِعَت، للطالبة شمس الإسلام بنت أحمد حالو، تاريخ المناقشة 2003.
2. الأَفْوَه الأَوْدِيّ حياته وشعره: ماجستير، للطالب مروان الوزَّة، تاريخ المناقشة 2005.
3. أثر الفكر البلاغي في النقد العربي القديم حتى نهاية القرن الرابع الهجري: ماجستير، للطالب حسين حسن أسود، تاريخ المناقشة 2005.
4. أثر الغناء في حفظ الشعر الجاهلي من الجاهلية إلى نهاية العصر الأموي: ماجستير، للطالب رفاعي سكون، تاريخ التسجيل 2004، تاريخ المناقشة 2007.
5. الـمُنْصِفات في الشعر الجاهلي: ماجستير، للطالبة طلة محمد بدر سراقبي، تاريخ المناقشة 2007.
6. المُعمَّرون (أخبارهم وأشعارهم) في الجاهلية والإسلام إلى نهاية  العصر الأموي: دكتوراه، طُبِعَت، للطالبة شمس الإسلام بنت أحمد حالو، تاريخ التسجيل 2004، تاريخ المناقشة 2009.
7. الإيقاع في الشعر الجاهلي: شعراء الطبقة الأولى نموذجًا: ماجستير، للطالبة سمر محمود، تاريخ التسجيل 2004.
8. الأدب النِّسْوي في صدر الإسلام والعصر الأموي: ماجستير، للطالبة رشا الكردي، تاريخ التسجيل 2006، تاريخ المناقشة 2009.
9. شعراء كِنْدة (أخبارهم وأشعارهم) في الجاهلية والإسلام إلى نهاية العصر الأموي: دكتوراه، للطالب رفاعي سكون، أنجزها ولم تُناقَش لظروف خاصَّة به، تاريخ التسجيل 2008. ثم سجَّلها في إحدى جامعات السودان، ونُوقِشَت.
10. الكُهَّان الجاهليون أسجاعهم وأشعارهم: ماجستير، طُبِعَت، للطالب ياسين جَمُّول، نوقشت 2011.
11. شعر النقائض في الجاهلية وصدر الإسلام حتى نهاية عصر النبوة: ماجستير، للطالبة هبة الحمصي، تاريخ التسجيل 2008، تاريخ المناقشة 2013.
12. بيوتات الشعر والمُعْرِقُون فيه في الجاهلية والإسلام: دكتوراه، للطالبة رشا الكردي، تاريخ التسجيل 2012، تاريخ المناقشة 2019.
13. شعر بني كِنانة في صدر الإسلام والعصر الأموي (جمعًا وتحقيقًا ودراسة): دكتوراه، للطالبة إيناس بوبس، تاريخ التسجيل 2014، تاريخ المناقشة 2017.
14. شعر القُضاة وما قيل فيهم في صدر الإسلام والعصر الأموي: دكتوراه، للطالبة وفاء الحمود، تاريخ التسجيل 2015، تاريخ المناقشة 2017.
15. الصورة الحركية في شعر طبقة الجاهليين الأولى عند ابن سلَّام الجُمَحي: ماجستير، للطالب حميد محمد الموسى، تاريخ التسجيل 2017، تاريخ المناقشة 2019.
16. أثر الحياة الزراعية في الشعر الجاهلي: ماجستير، للطالب أحمد العبد العودة، تاريخ التسجيل 2018، تاريخ المناقشة 2020.
17. ديوان شعراء خَثْعَم (أخبارهم وأشعارهم) في الجاهلية والإسلام حتى نهاية العصر الأموي (جمع وتحقيق ودراسة): ماجستير، للطالبة رغد بنت عبد الرزاق ياسين الصبَّاغ، تاريخ التسجيل 2018، تاريخ المناقشة 2020.
18. الشعراء الثُنْيان في الجاهلية والإسلام إلى نهاية العصر الأموي (جمع وتحقيق ودراسة): دكتوراه، للطالب حميد محمد الموسى، تاريخ التسجيل 2018، تاريخ المناقشة 2021.
19. أثر الحياة الصناعية والتجارية في شعر الجاهلية وصدر الإسلام: دكتوراه، للطالب أحمد العبد عودة، تاريخ التسجيل 2020، تاريخ المناقشة 2023، في ستة مجلَّدات (دراسة وملاحق معجميَّة لألفاظ الصناعة والتجارة الواردة في الأشعار، مع معاني الألفاظ).
20. شعراء بَجيلة (أخبارهم وأشعارهم) في الجاهلية والإسلام إلى نهاية العصر الأموي (جمع وتحقيق ودراسة): دكتوراه، للطالبة سناء عيسى، تاريخ التسجيل 2020، تاريخ المناقشة 2023.
21. ديوان بني جَدِيلة (فَهْم وعَدْوان) في الجاهلية والإسلام إلى نهاية العصر الأموي (جمع وتحقيق ودراسة): دكتوراه، للطالبة رغد بنت عبد الرزاق ياسين الصبَّاغ، تاريخ التسجيل 2021، نوقشت في 24 سبتمبر (أيلول) 2024.
22. موسيقا الشعر في الدواوين الموجَّهة للأطفال في القرن العشرين (سورية أنموذجًا): دكتوراه، للطالبة عائشة العمري، تاريخ التسجيل 27 سبتمبر (أيلول) 2024.

### رسائل جامعية شارك في مناقشتها
1. شعر الفروسية في ظل الفتوحات الإسلامية: دكتوراه.
2. وصف الطبيعة في شعر الصنوبري: ماجستير.
3. السّريّ الرّفّاء حياته وشعره: ماجستير.
4. لغة القصص المصوَّرة في مجلات الأطفال: ماجستير، في الجامعة اللبنانية، بيروت.
5. المجالس الأدبية في ظلِّ بني بُوَيه: دكتوراه.
6. ساعدة بن جُؤَيَّة الهُذَلي حياته وشعره: ماجستير، للطالبة ميساء قَتَلان، بإشراف الدكتور حسين جمعة، نوقشت عام 2003.
7. الحارث بن عُباد البَكْري حياته وشعره: ماجستير، للطالب أنس أبو هلال، بإشراف الدكتور علي أبو زيد، طُبعت عام 2007.
8. رمز الناقة في الشعر الجاهلي: ماجستير، جامعة حلب.
9. جماليات تأثير اللون في شعر الأغربة الجاهليين: ماجستير، جامعة البعث في حِمص.
10. صورة المرأة في الحديث النبوي: ماجستير.
11. مُزاحم العُقَيلي حياته وشعره: ماجستير.
12. شعر حِمْيَر في الجاهلية والإسلام: دكتوراه.
13. الرجز في العصر الجاهلي: ماجستير، جامعة حلب.
14. شعر بني بكر بن وائل في الإسلام حتى نهاية العصر الأموي: دكتوراه.
15. شعر خُزاعة في الجاهلية والإسلام حتى نهاية العصر الأموي: دكتوراه.
16. مفهوم الذات وجمالياتها بين شعر امرئ القيس وزهير بن أبي سُلمى: دكتوراه.
17. ديوان الشواهد الشعرية في مؤلَّفات الواقدي: ماجستير.
18. الحاشية الكبرى على متن الكافي في علمَي العروض والقوافي: ماجستير.
19. التشكيل الموسيقي في شعر أبي العتاهية: دكتوراه.
20. التشكيل الموسيقي في شعر نذير العظمة: ماجستير.

## كُتِبَ عنه
- العالم الموسوعي د. محمد شفيق البَيْطار في ذكرى رحيله، أشرف على إخراجه الدكتور مقبل التام الأحمدي، صدر عن مجمع العربية السعيدة، صنعاء 2025.[9]

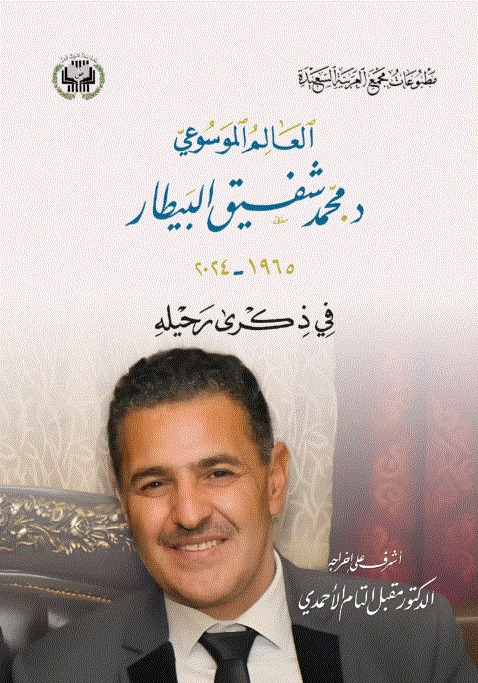

## صفاته وشمائله
- وصفه أستاذه الدكتور مازن المبارك بقوله: «عرفت الدكتور محمد شفيق البَيطار منذ سنين بعيدة، وعرفت فيه خُلقًا قلَّ نظيرُه؛ فهو هادئ دَمِث، يحبُّ الأناة والهدوء، حلوُ المَعشَر، خافِتُ الصوت. وهو كنزٌ في العربية ومصادرها، حاضرُ الحُجَّة، سريعُ البديهة. وقد فقدناه أستاذًا جامعيًّا محبوبًا، وخسرناه زميلًا مَجمَعيًّا يُنجدنا بالحُجَّة والبُرهان، وذِكرِ المصادر بالاسم والعنوان. وغاب عنَّا بفَقدِه أخٌ صادق الودِّ، تميَّز بالوفاء والأُلفة، وسَعة المعرفة، وقدَّم للعربيَّة وأهلها وأجيالها جهودًا كبيرة في التدريس والتأليف والتحقيق».[10]
- وبيَّن مكانته الكاتبُ والملحِّن الموسيقي والمغنِّي لأناشيد الأطفال في قناة سبيس تون طارق العربي طرقان بقوله: «الدكتور شفيق البيطار هو المربي الفاضل الغَيور على لغته وأبنائه، أحبَّه الملايين من أصدقاء الطفولة، وكان له فضلٌ عليهم وعلينا. كلماته ومشاعره دخلت كلَّ بيت عربي دون استثناء، وكان لها أثر طيِّب سيدوم للجميع بإذن الله».[11]
- وأشاد رئيس المجمع الدكتور محمود السيد بتفوقه قائلًا: «كان الدكتور شفيق البَيطار متفوِّقًا في جميع مراحل دراسته، وظلَّ التفوُّق ملازمًا له في حياته العملية. ويتَّسم نتاجه الغزير بتعدُّد أبعاده؛ تدريسًا وتأليفًا وإشرافًا على الرسائل الجامعية، وتحكيمًا لعدد منها في الجامعات السورية، وتحقيقًا لبعض الدواوين الشعرية ودراستها، وإنجازًا لبحوث علمية، ومشاركةً في ندَوات ومؤتمرات».[12]
- ومن أصدق الشهادات فيه شهادة أستاذه الدكتور وهب رومية، قال: «نفضَ الدكتور شفيق مِن على مَنكِبَيه غُبارَ سبعةٍ وخمسين عامًا قضاها في مدارسة الكتُب، وزانها بالعطاء وحبِّ الناس، وحَسبُك أن تُراقبَه وهو مع طلَّابه الذين يُشرف عليهم، فتراه يحلُّ لهم ما اعتاصَ عليهم، ويقوِّم ما انآدَ من آرائهم وأقوالهم، وينشُر فوقهم جناحَ الثقة والمحبَّة، فيغمُرهم ببساطته الآسرة، وتواضُعه الجمِّ الذي يَفيضُ عذوبةً ومحبَّة، وحَسبُك أن ترى كلَّ ذلك منه لتُدركَ أن الله قد وهبَه الصَّبرَ والعلم والمحبَّة. وهو باحثٌ جادٌّ مدقِّق، ومحقِّق حَصيفٌ رزقه الله الصَّبرَ على مَكارِه البحث ومَضايقِه، وراضَ نفسَه في حُزون التُّراث حتى ذلَّلها ووطَّأ أكنافها، فجرى فيها طَلقًا تُسعِفُه معرفةٌ واسعة بعلوم الآلة كالنَّحو والصَّرف والعَروض، ومعرفةٌ واسعة بكثير من حقول التُّراث وأنساقه المعرفية، ورغبةٌ جارفة في الاستزادة من المعرفة، وإيمانٌ جليل بخدمة اللغة العربية وتُراثها الخالد، وحِرصٌ مُفعَم بالأمل على استمرار مسيرة العرب الحضارية دونَ التنكُّر للماضي أو الانقطاع عنه».[3]

## مرضه ووفاته

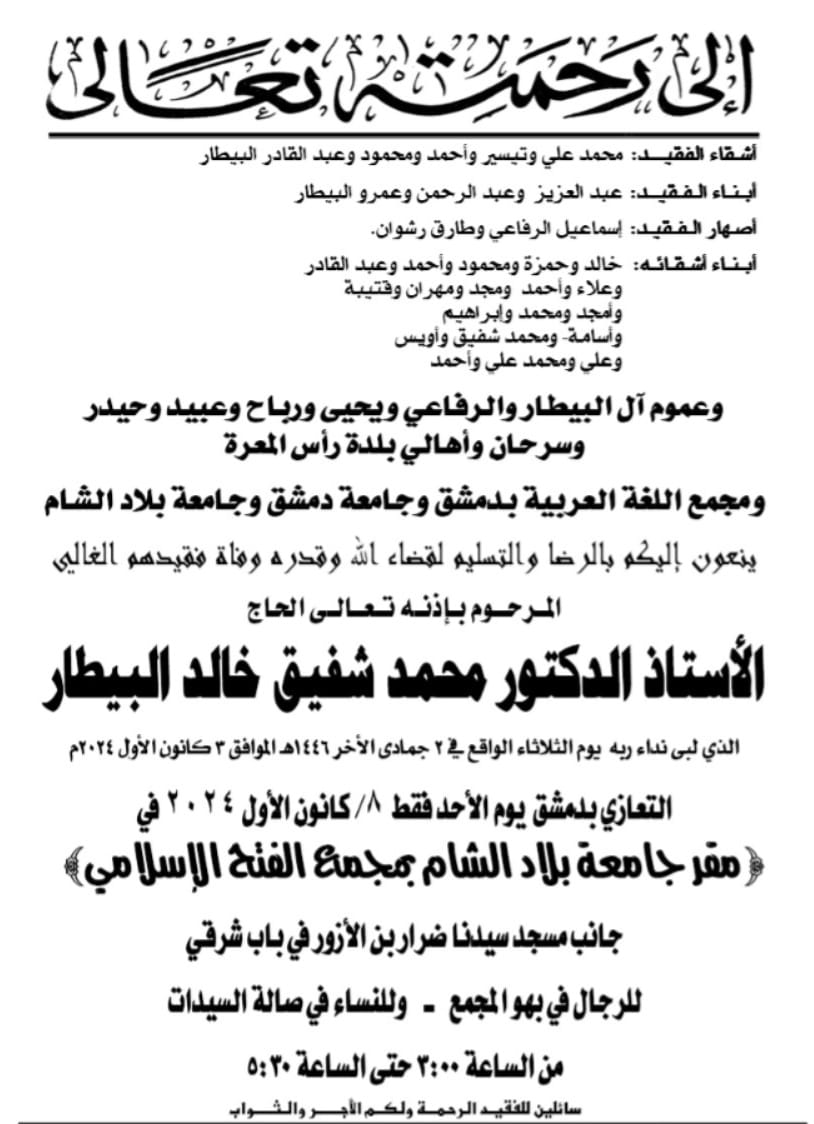
ورقة نعي محمد شفيق البَيطار

في صباح يوم السبت 23 نوفمبر 2024، وبينما كان يتهيَّأ للذهاب إلى عمله في الجامعة فقدَ وعيَه ووقع أرضًا، فجأةً دون عوارضَ مرَضية سابقة، ونُقل إلى مستشفى المواساة بدمشق، وتبيَّن إصابته بنَزْف دماغي، وأُدخل وحدة العناية المشدَّدة. وفي صباح يوم الجمعة 29 نوفمبر 2024 أُجريت له جِراحة دقيقة (عملية أم الدم الدِّماغية) في مشفى دار الشفاء، ولم يلبث أن دخل في غيبوبة في إثرها متعرِّضًا لموت دماغي، مع بقاء القلب ينبض. وفي يوم الأحد أول ديسمبر 2024، أُدخل غرفة الإنعاش في مستشفى المواساة مرَّة أُخرى.
وبقي في غيبوبته حتى توفي يوم الثلاثاء 2 جُمادى الآخرة 1446هـ الموافق 3 ديسمبر (كانون الأول) 2024م، في مستشفى المواساة بدمشق. وفي اليوم التالي الأربعاء 4 ديسمبر 2024 نُقل جثمانه إلى مسقط رأسه بلدة رأس المعرَّة، وصُلِّي عليه في جامع البلدة، ودُفن في مقبرتها.
وقد نعاه مجمع اللغة العربية بدمشق في موقعه الرسمي، ونعاه كثير من زملائه وطلابه وأحبابه.

### حفل تأبينه
أقام مجمع اللغة العربية بدمشق بالتعاون مع كلية الآداب والعلوم الإنسانية بجامعة دمشق، حفلَ تأبين له يوم الأربعاء 22 رجب 1446هـ الموافق 22 يناير (كانون الثاني) 2025م، في قاعة الاحتفالات في مقرِّ المجمع، أُلقيت فيه عدد من الكلمات:
- كلمة راعي الحفل الدكتور عبد المنعم عبد الحافظ وزير التعليم العالي والبحث العلمي في حكومة تسيير الأعمال بسورية. (تعذَّر حضورُه وإلقاء كلمته).
- كلمة مجمع اللغة العربية ألقاها الدكتور محمود السيِّد رئيس المجمع.
- كلمة كلية الآداب ألقتها الدكتورة منى طعمة رئيسة قسم اللغة العربية في الكلية.
- كلمة أساتذة الفقيد ألقاها الدكتور مازن المبارك.
- كلمة أصدقاء الفقيد ألقاها الدكتور محمد عبد الله قاسم.
- كلمة طلَّاب الفقيد ألقاها الدكتور أحمد عودة.
- كلمة آل الفقيد ألقاها ابنته الصيدلانية صفاء شفيق البَيطار.

## وصلات خارجية
- تقليد الشارة المجمعية للدكتور شفيق البيطار.
- قصار سور القرآن بصوت الدكتور شفيق البَيطار لتعليم الأطفال.
- محمد شفيق البيطار على موقع أرشيف الشارخ